# Karl Rabe (Politiker)
Karl Rabe (* 7. Februar 1886 in Kleinern; † 24. Februar 1945 in Gembeck) war ein deutscher Lehrer und Politiker (Waldeckischer Volksbund).

## Leben
Rabe war das nichteheliche Kind von Heinrich Friedrich Emden (1862–1940) und Caroline Hermine Rabe (* 1872). Er heiratete am 30. Dezember 1907 in Frankenberg (Eder) Katharina Emilie Schwaner (1878–1962). 
Rabe besuchte die Präparandenanstalt in Bad Wildungen und das Lehrerseminar in Frankenbuerg. 1908 wurde er Lehrer in Külte, ab 1909 war er Lehrer in Rattlar, ab 1923 dann in Gembeck. Im Dorf Gembeck dirigierte er den Gesangverein und war Organist in der Kirche. Daneben war er Heimatschriftsteller und Mundartdichter, er schrieb meist unter dem Pseudonym "Karlchen X".
Nach dem Ersten Weltkrieg gründete er den Waldecker Volksbund (WVB) mit. Von 1919 bis 1922 war er für den WVB Abgeordneter in der Verfassungsgebenden Waldeck-Pyrmonter Landesvertretung. Daneben war er von 1919 bis 1922 Mitglied im Landesausschuss des Freistaats Waldeck-Pyrmont, bzw. Waldeck und von 1921 bis 1922 auch dessen Vorsitzender.																									
Im Dritten Reich war Rabe NSDAP-Mitglied und blieb dies bis zu seinem Tod im Februar 1945.